# Postjesweg (Amsterdam)

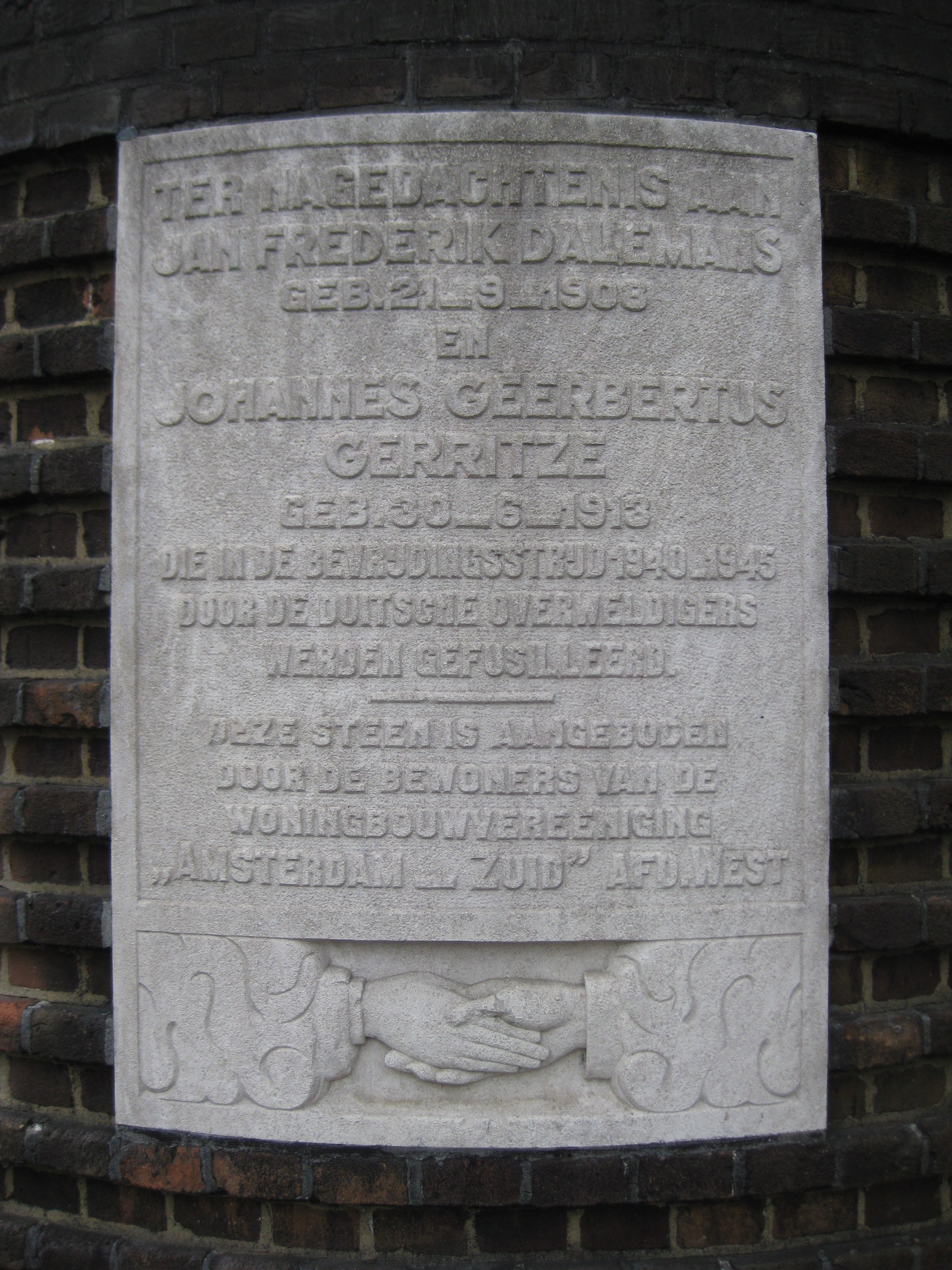
Gedenksteen Postjesweg/Marco Polostraat (2013)

De Postjesweg is een straat in Amsterdam-West en Amsterdam Nieuw-West.

## Geschiedenis en ligging
De straat kreeg zijn naam per raadsbesluit van 22 maart 1922. Hij werd daarbij vernoemd naar de (vroegere) Postjeswetering in de Sloterpolder. Ook de Postjeskade is hiernaar vernoemd. Een postje is een bruggetje, zoals nog terug te vinden is in bijvoorbeeld Los Postje in Amsterdam-Noord.  Over de Postjeswetering lagen tot 1922 vele bruggetjes waarover hooi en tuinbouwproducten werden vervoerd. In 1956 werd hij geherdefinieerd in verband met stadsuitbreiding.
De Postjesweg begint aan de Kostverlorenvaart, ze sluit middels de Kinkerbrug aan op de Kinkerstraat nog volgebouwd in de 19e eeuw. Die binnenring was toen helemaal vol en Amsterdam richtte volgens Plan West de volgende schil in. De Postjesweg ligt in het begin dan ook nog in Amsterdam-West. Na de kruising met de Hoofdweg volgde nog wat bebouwing, maar al snel volgde land- en tuinbouwgebied. Bij de stadsuitbreiding uit de jaren vijftig, weer een nieuwe schil, werd ze doorgetrokken tot aan de ringspoorbaan, opnieuw een “natuurlijke grens” (geheel door mensen aangelegd) binnen Amsterdam; ook toen was het nog open gebied. Dit deel kreeg de wijknaam Overtoomse Veld mee en valt onder Amsterdam Nieuw-West. Een deel van dat open gebied bleef nog jaren lang open, totdat het na jaren van overleg in de jaren zestig ingericht werd tot Rembrandtpark. De Postjesweg doorsnijdt dat park. Direct na het park heeft ze een ongelijkvloerse kruising met de Rijksweg 10. Na dat viaductenstelsel onder de naam Postjeswegbrug staat de bebouwing uit de jaren vijftig en zestig. Ze eindigt op de ringspoorbaan en gaat over in de Robert Fruinlaan. 
Alhoewel de Kinkerstraat-Postjesweg-Robert Fruinlaan een belangrijke verkeersader is kreeg ze geen directe aansluiting op de rijksweg 10, hier in de volksmond ringweg-west geheten.

## Bebouwing
Huisnummers lopen op van 1 tot en met 529, al heeft hij boven 344 geen even huisnummer meer. De tweedelige geschiedenis is terug te vinden in de bebouwing. Tot aan het Rembrandtpark werd veelal gebouwd binnen de stijl van de Amsterdamse School. Direct aan het begin (Postjesweg 1) staat een belangrijke vertegenwoordiger van die bouwstijl in de gedaante van Het Sieraad ontworpen door architect Arend Jan Westerman voor huisvesting van een ambachtsschool. Ook de weg richting Rembrandtpark is gebouwd in genoemde stijl. Opvallend in dit gedeelte is de slinger die hier in de weg is verwerkt. Op de kruising met de Hoofdweg is werk te zien van Piet Kramer. Als sluitstuk van dit stuk werd in 1931/1932 de Sint-Augustinuskerk neergezet. Dit was ook het eerste gebouw dat tegen de grond ging (1977) om plaats te maken voor Nieuw Vredenburgh. Het bijbehorende broederhuis van architect Karel Petrus Tholens aan de overzijde (Postjesweg 124) bleef wel staan. De scheiding tussen de bebouwing vindt plaats bij het Rembrandtpark en Rijksweg 10. Ten westen daarvan staat de bebouwing uit de jaren vijftig en zestig, waarvan een deel begin 21e eeuw gesloopt is. In dit stuk staat een vanwege haar omvang opvallende galerijflat van meer dan 200 meter lengte. Deze creatie van Zeeger Gulden  en Ger Husslage  herbergt op de begane grond (plint) bedrijfseenheden met daarop de flat met 174 woningen. De flat is mede gezichtsbepalend vanwege een poort naar de Jan Tooropstraat. Architectonisch van belang is de Calvariekerk op Derkinderenstraat 90; het is een gemeentelijk monument.

## Kunstwerken
De weg kent vijf bouwkundige kunstwerken. Ook hierin is onderscheid te vinden in bouwstijlen. Van centrum naar west liggen in de Postjesweg:
- Brug 266: Kinkerbrug ontworpen door Piet Kramer, Amsterdamse Schoolstijl
- Brug 358: Machineslootbrug, ontworpen door Piet Kramer, Amsterdamse Schoolstijl
- brug 673, brug ontworpen door Peter Pennink, modern
- brug 148P, Postjeswegbrug ontworpen door Rijkswaterstaat
- Brug 656 Charley Tooropbrug, ontworpen door Peter Pennink, modern

Tot slot liggen in de ringspoordijk de Robert Fruinmetrobrug en Robert Fruinspoorbrug over de weg.

## Kunst
Er zijn vier uitingen van kunst in de openbare ruimte te zien:
- Europa van hans Kuyper in parkje bij de vaart
- een oorlogsmonument in een hoekpand Postjesweg en Marco Polostraat
- Twee hondjes (in werkelijkheid twee grote honden) van Marjolijn Mandersloot op brug 673
- Raammannetjes van Tomas Schats bij Derkinderenstraat en Jan Tooropstraat.

## Openbaar vervoer
Tussen de Kinkerbrug en de Hoofdweg rijdt sinds 1927 tramlijn 17  (tussen november 1956 en september 1962 buslijn 17) en sinds 2017 tramlijn 7. Tussen de Hoofdweg en de Robert Fruinlaan rijdt sinds 1960 buslijn 18. Bij de overgang Postjesweg-Robert Fruinlaan ligt sinds 1997 het metrostation Postjesweg. 

## Afbeeldingen

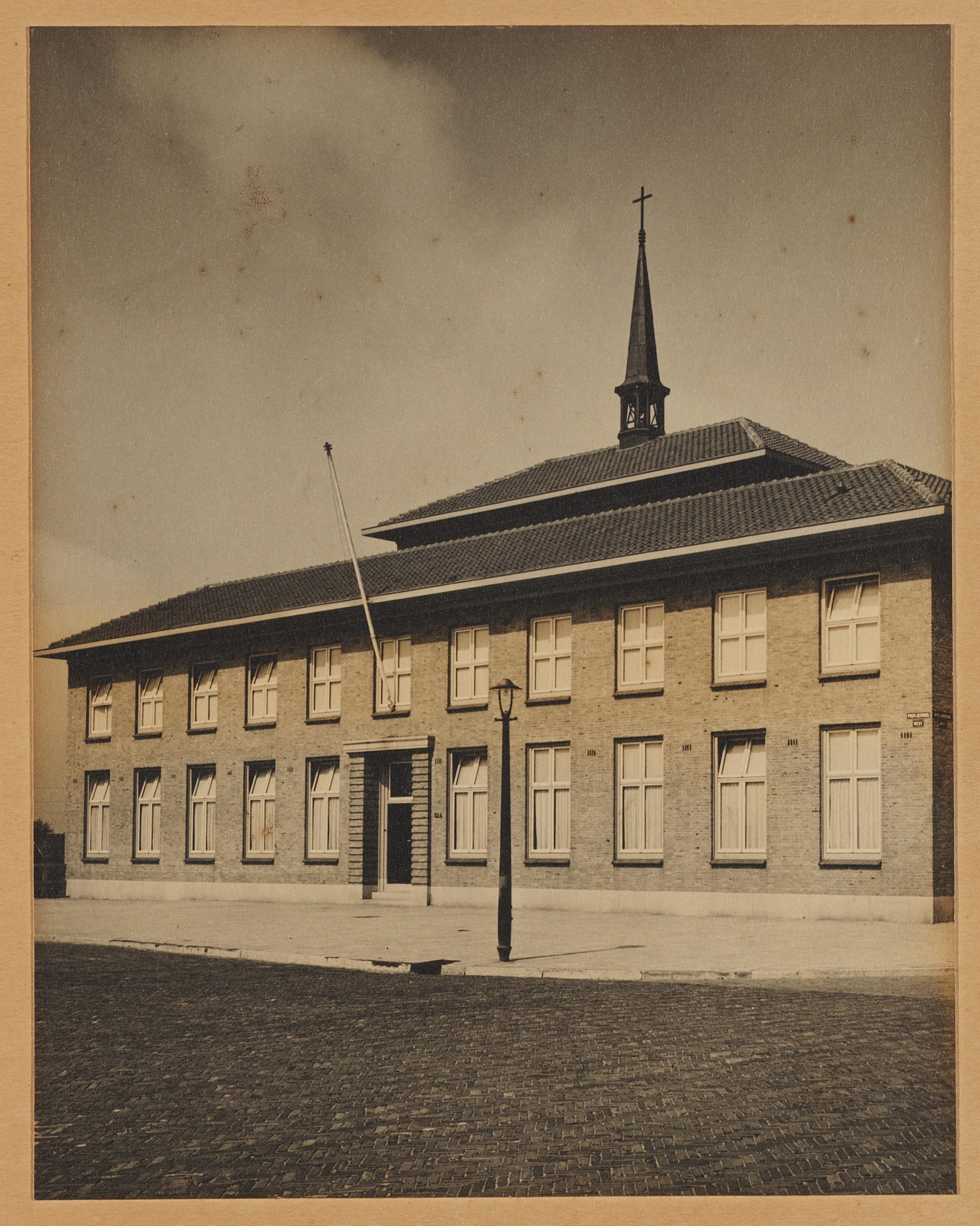
Broederhuis Sint Augustinus van Tholens (circa 1933)
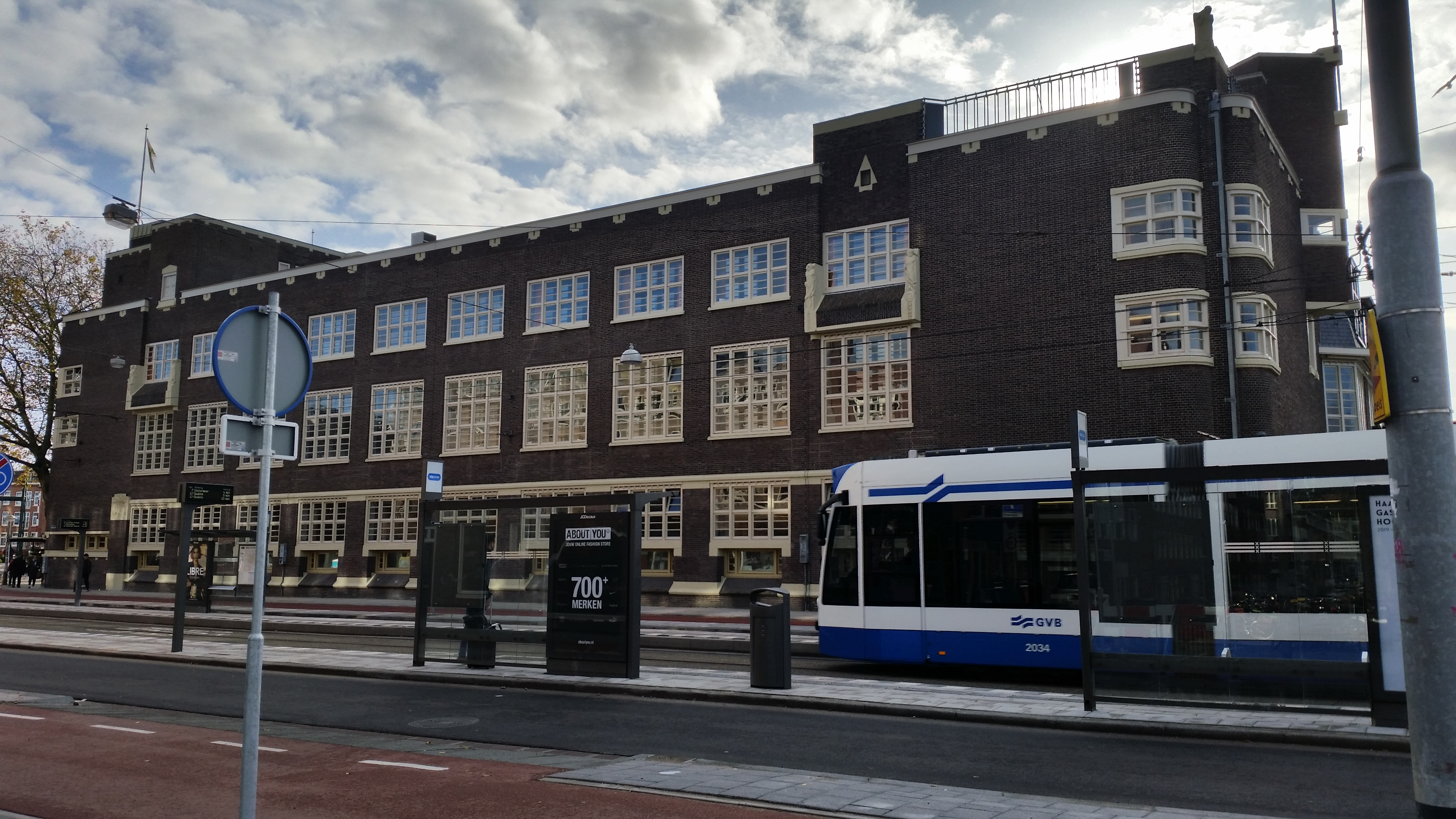
Het Sieraad (november 2019)
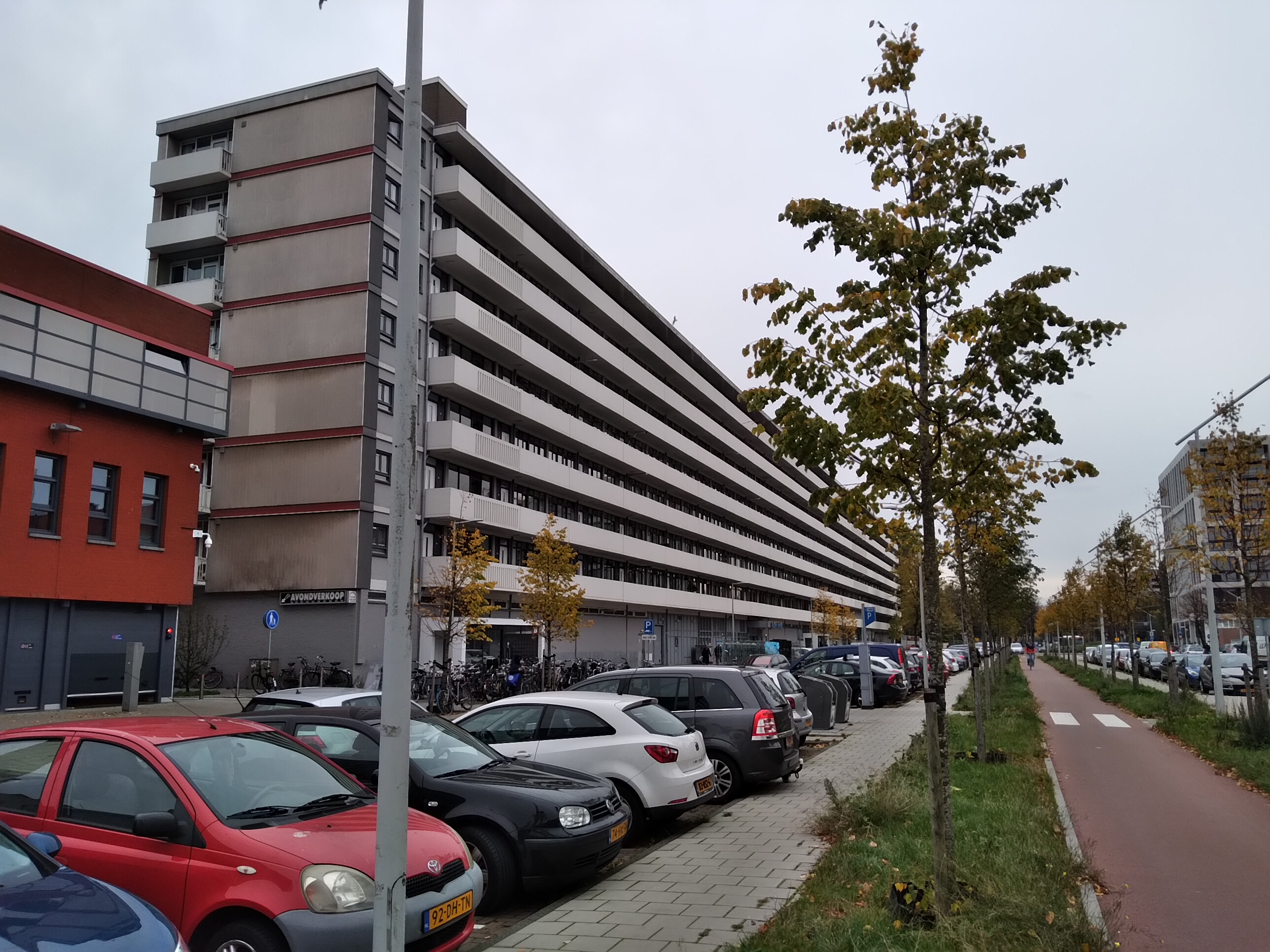
Flat 181-527 (oktober 2020)
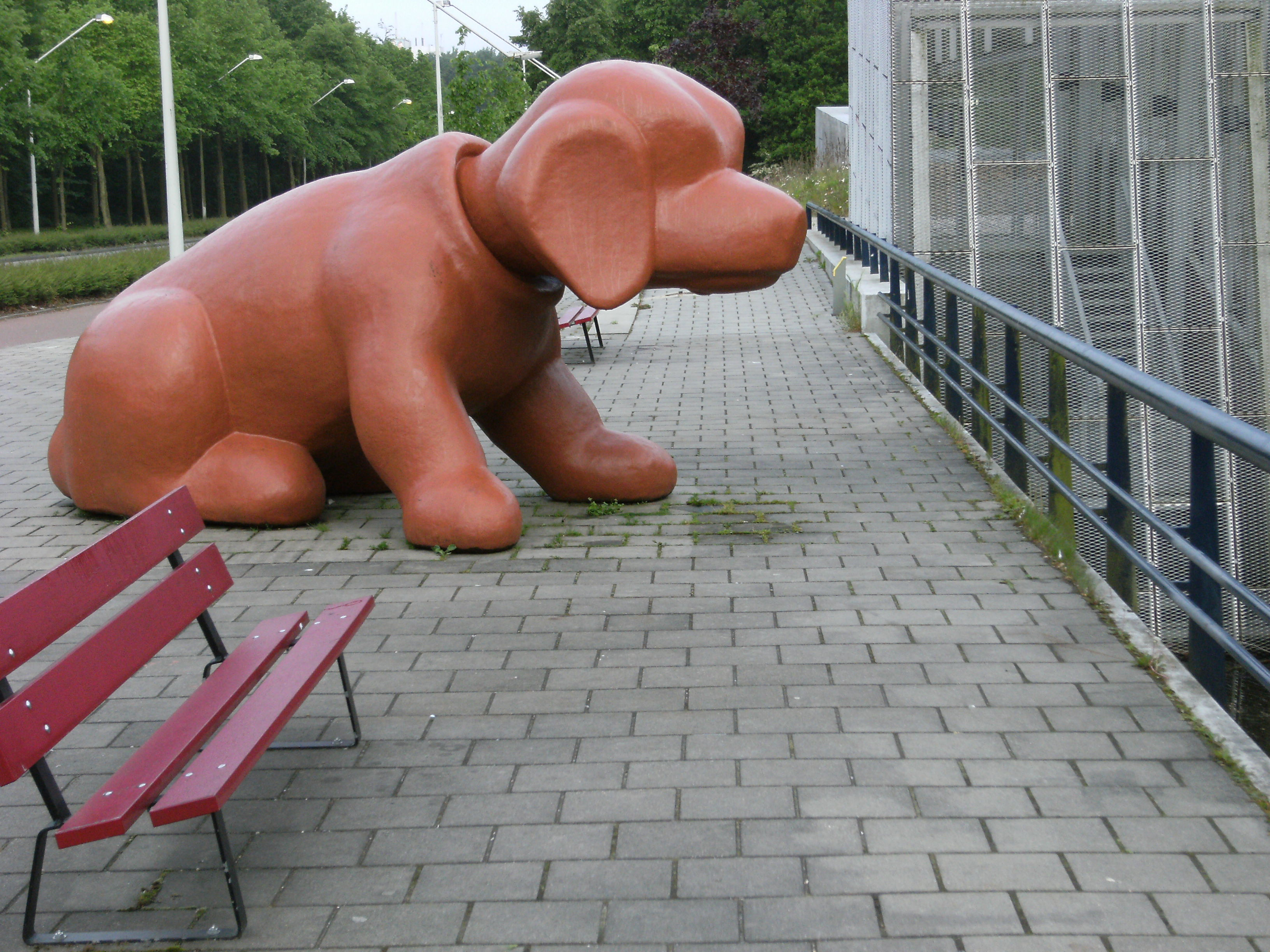
Een van de “twee hondjes” op brug 673 (2009)